# سیارک ۱۲۳۶۴
سیارک ۱۲۳۶۴ (به انگلیسی: 12364 Asadagouryu، نامگذاری:1993XQ1) دوازده هزار و سیصد و شصت و چهارمین سیارک کشف شده‌است که در ۱۵ دسامبر ۱۹۹۳ کشف شد.
قدر مطلق سیارک برابر ۱۵.۵ است.